# Jan Skuratowicz
Jan Marek Skuratowicz (ur. 4 czerwca 1946 w Ciechowicach, zm. 14 kwietnia 2024) – polski historyk sztuki, samorządowiec, dr hab. nauk o sztukach pięknych.

## Życiorys
W 1969 ukończył studia z zakresu historii sztuki na Uniwersytecie im. Adama Mickiewicza w Poznaniu. Od 1973 pracował w Instytucie Historii Sztuki UAM. Tam w 1975 obronił pracę doktorską, w 1988 uzyskał stopień doktora habilitowanego, w 1995 stanowisko profesora nadzwyczajnego. Jego rozprawa habilitacyjna dotyczyła architektury Poznania w latach 1890–1918. W Instytucie Historii Sztuki kierował Zakładem Historii Sztuki Nowożytnej. Specjalizował się w nowożytnej architekturze rezydencjonalnej.
W latach 1990–1994 był radnym miasta Poznania. Później związany był z Ruchem Społecznym AWS i z listy Akcji Wyborczej Solidarność od 1998 do 2002 ponownie pełnił mandat radnego Poznania. W 2002 bez powodzenia ubiegał się o reelekcję z listy komitetu Aldony Kameli-Sowińskiej, z którą w 2003 zakładał stowarzyszenie i istniejącą do 2006 partię Inicjatywa dla Polski. Później został działaczem Prawa i Sprawiedliwości i z jego listy bezskutecznie kandydował do rady miasta Poznania w 2010 oraz rady powiatu poznańskiego w 2014 roku.

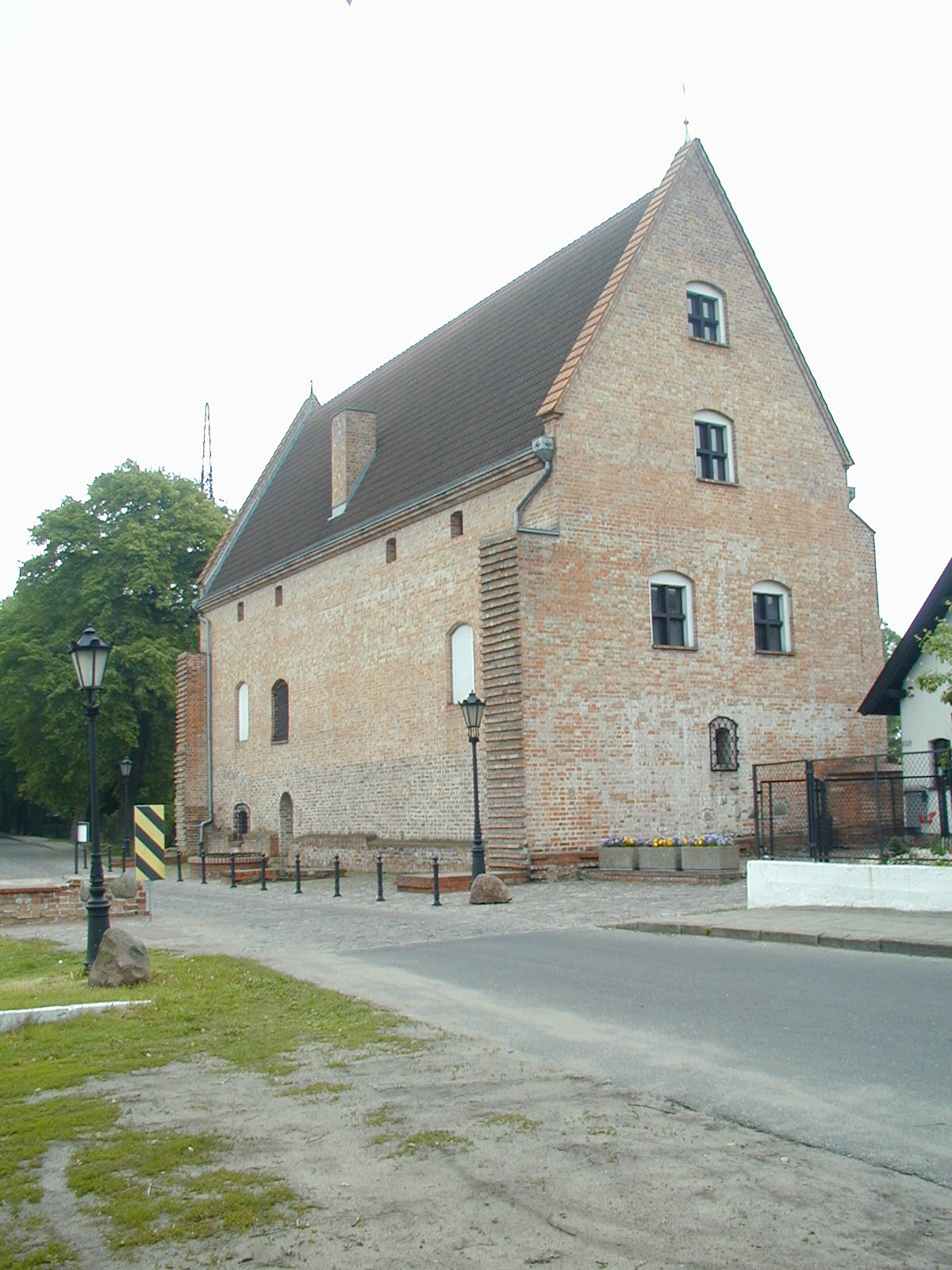
Zrekonstruowane skrzydło zamku w Sierakowie

W latach 1991–1993 prowadził badania i opracował projekt zrealizowanej częściowej rekonstrukcji zamku w Sierakowie.
Członek Akademickiego Klubu Obywatelskiego im. Prezydenta Lecha Kaczyńskiego w Poznaniu.
Mieszkał w Puszczykowie. W Muzeum Ziemiaństwa w Dobrzycy pełnił nadzór konserwatorski nad wykonywanymi pracami.

## Publikacje
- Architektura Poznania w latach 1890–1918, Poznań 1991,
- Dwory i pałace w Wielkim Księstwie Poznańskim, Międzychód 1992,
- Dwory i pałace Wielkopolski, Poznań 2000,
- Secesja w architekturze Poznania, Poznań 2002,
- Ratusz poznański, Poznań 2003.
- Akademia Lubrańskiego Pomnik wielkopolskiej kultury i nauki, 2007
- Zespół willi miejskich przy ulicy Mickiewicza, 2010
- Pałac Górków w Poznaniu, Poznań 2016
- Secesja w Poznaniu, Poznań 2016
- Dwór dla dzieci, 2017
- Redaktor naukowy serii: "Dawne budownictwo folwarczne" pod tytułem "Majątki Wielkopolskie" w ramach której przygotowano i wydano 9 tomów katalogu budownictwa folwarcznego z terenu powiatów: gostyński-1994, pleszewski-1994, ostrowski-1996, leszczyński-1996, kościański-1998, kaliski-2000, śremski-2002, miasto Poznań-2004

## Prace konserwatorskie i badania
- realizacja konserwatorska odbudowy (częściowej) zamku w Sierakowie,
- konserwacja dworu w Chalinie
- konserwacja dworu w Brzóstkowie
- badania architektoniczne zamku w Szamotułach
- badania architektoniczne Pałacu Górków w Poznaniu
- badania architektoniczne Akademii Lubrańskiego w Poznaniu

## Nagrody
- 1982 - nagroda Ministra Nauki i Szkolnictwa Wyższego za książkę „Dwory i pałace w Wielkim Księstwie Poznańskim”
- 1993 - nagroda Ministra Edukacji Narodowej za książkę „Architektura Poznania 1890-1918”.
- 1992 - nagroda Naukowa Miasta Poznania za książkę „Architektura Poznania 1890-1918”

## Odznaczenia
- Krzyż Kawalerski Orderu Odrodzenia Polski – 2024, pośmiertnie[12]